# Lorius
Lorius és un gènere d'ocells de la família dels psitàcids. Les espècies que conté aquest gènere es distribueixen des de les Moluques d'Indonèsia fins a les Illes Salomó passant per Nova Guinea. Tenen un plomatge vermell característic amb diferents quantitats de blau (i en alguns grocs i blancs), ales verdes i, en totes les espècies menys una, una corona negra. El bec és carbassa i els peus grisos. Amb una longitud de fins a 25 a 30 cm i un pes mitjà de 132 a 190 g, els membres d'aquest gènere solen ser els més grosos que els de la subfamília Loriinae.

## Taxonomia
El gènere Lorius va ser introduït l'any 1825 pel zoòleg irlandès Nicholas Aylward Vigors amb el lori damisel·la com a espècie tipus. La paraula lori prové del malai «lūri», un nom utilitzat per a diverses espècies de lloros de colors. La paraula va ser usada per l'escriptor holandès Johan Nieuhof el 1682 en un llibre que descrivia els seus viatges a les Índies Orientals. En l'ortografia anglosaxona "laurey" va ser usada pel naturalista anglès Eleazar Albin el 1731 per a una espècie de lloro del Brasil, i després el 1751 el naturalista anglès George Edwards va usar l'ortografia "lory" quan va introduir noms per a cinc espècies de lloro de les Índies Orientals al quart volum de la seva Història natural dels ocells poc comuns. Edwards va acreditar a Nieuhof el nom. A Catalunya se'ls coneixen com a “lori”.
Segons la Classificació del Congrés Ornitològic Internacional (versió 14.2, 2024) aquest gènere està format per 6 espècies:
- lori de clatell blanc (Lorius albidinucha).
- lori de collar groc (Lorius chlorocercus).
- lori damisel·la (Lorius domicella).
- lori cridaner (Lorius garrulus).
- lori de ventre morat (Lorius hypoinochrous).
- lori tricolor (Lorius lory).